# Syrphus vockerothi
Syrphus vockerothi är en tvåvingeart som beskrevs av Thompson 1981. Syrphus vockerothi ingår i släktet solblomflugor, och familjen blomflugor. Inga underarter finns listade i Catalogue of Life.